# Верблюдка Маршалла
Верблюдка Маршалла або верблюдка Маршалова (Corispermum marschallii) — вид трав'янистих рослин родини амарантові (Amaranthaceae), поширений у південно-помірних областях Європи.

## Опис
Однорічна рослина 5–25 см заввишки. Рослина темно-зелена, негустоволосиста. Листки лінійні, плоскі, 3–5 мм шириною. Оцвітина відсутня. Плоди широкоовальні, до майже круглих, довжина плодів майже дорівнює ширині.

## Поширення
Європа: Болгарія, Угорщина, колишня Югославія, Молдова, Польща, Росія, Румунія, Словаччина, Україна; натуралізований: Німеччина, Нідерланди, Італія.
В Україні зростає на прирічкових пісках — у Поліссі (південний схід), Лісостепу (схід). Входить у перелік видів, які перебувають під загрозою зникнення на території Київської області.